# Résolution 2532 du Conseil de sécurité des Nations unies
Membres permanents
- Chine
- États-Unis
- France
- Royaume-Uni
- Russie

Membres non permanents
- Afrique du Sud
- Allemagne
- Belgique
- Estonie
- Indonésie
- Niger
- République dominicaine
- Saint-Vincent-et-les-Grenadines
- Tunisie
- Vietnam

Résolution no 2531 Résolution no 2533
La résolution 2532 du Conseil de sécurité de l'ONU vise à mettre un terme immédiat aux hostilités dans le monde pour faire face à la pandémie de la Covid-19. Elle demande également une pause humanitaire d'au moins 90 jours.

## Contexte
Jugeant que l’ampleur sans précédent de la pandémie de COVID-19 risque de menacer le maintien de la paix et de la sécurité internationale, le Conseil de sécurité a exigé la cessation générale et immédiate des hostilités dans toutes les situations dont il est saisi. 
Le texte de cette résolution, présenté par la France et la Tunisie au Conseil de sécurité prie en outre le secrétaire général de donner pour instruction aux opérations de maintien de la paix de fournir un appui aux autorités du pays hôte dans les efforts qu’elles déploient pour contenir la pandémie.  Le but est notamment de faciliter l’accès humanitaire, y compris aux personnes déplacées et aux camps de réfugiés, et de permettre les évacuations médicales. 
En adoptant à l’unanimité la résolution 2532 (2020), le Conseil demande également à toutes les parties à des conflits armés de prendre part immédiatement à une pause humanitaire durable pendant au moins 90 jours consécutifs. 
Le texte précise que la cessation générale et immédiate des hostilités et la pause humanitaire ne s’appliqueront pas aux opérations militaires dirigées contre l’État islamique d’Iraq et du Levant, Al-Qaida et le Front el-Nosra et tous les autres individus, groupes, entreprises et entités associés à Al-Qaida ou à l’EIIL, ainsi que les autres groupes terroristes qu’il a désignés comme tels.  